# Cement hutniczy
Cement hutniczy – otrzymywany jest z klinkieru portlandzkiego, regulatora czasu wiązania, którym może być gips, REA-gips, anhydryt (lub ich mieszanina) i granulowanego żużla wielkopiecowego. Cement ten jest bardziej odporny na działanie siarczanów niż cement portlandzki. Ma wolniejszy niż cement portlandzki przyrost wytrzymałości w czasie i niższe ciepło hydratacji. 
Wyróżnia się:
1. cement hutniczy CEM III/A - zawiera klinkier z dodatkiem 36-65% żużlu
2. cement hutniczy CEM III/B - zawiera klinkier z dodatkiem 66-80% żużlu
3. cement hutniczy CEM III/C - zawiera klinkier z dodatkiem 81-95% żużlu